# Göransson
Göransson ist ein ursprünglich patronymisch gebildeter schwedischer Familienname mit der Bedeutung „Sohn des Göran“.

## Namensträger
- André Göransson (* 1994), schwedischer Tennisspieler
- Antonia Göransson (* 1990), schwedische Fußballspielerin
- Bertil Göransson (1919–2004), schwedischer Ruderer
- Claes Göransson (* 1950), schwedischer Radrennfahrer
- Göran Göransson (Fußballspieler) (* 1956), schwedischer Fußballspieler und -trainer
- Göran Fredrik Göransson (1819–1900), schwedischer Unternehmer und Gründer der Stadt Sandviken
- Gunnar Wilhelm Göransson (1933–2012), schwedischer Radrennfahrer
- Ludwig Göransson (* 1984), schwedischer Komponist
- Morgan Göransson (* 1972), schwedischer Skilangläufer
- Per Daniel Göransson (* 1986), schwedisch-australischer Eishockeyspieler
- Peter Göransson (* 1969), schwedischer Skilangläufer
- Richard Göransson (* 1978), schwedischer Automobilrennfahrer
- Rickard Göransson (* 1983), schwedischer Gitarrist, Songwriter und Musikproduzent
- Tim Göransson (* 1988), schwedischer Tennisspieler